# Anomala insipida
Anomala insipida är en skalbaggsart som beskrevs av Lansberge 1886. Anomala insipida ingår i släktet Anomala och familjen Rutelidae. Inga underarter finns listade i Catalogue of Life.